# Józef Scipio del Campo
Józef Scipio del Campo herbu własnego (zm. przed 9 czerwca 1743) – marszałek nadworny litewski od 1739, poseł na sejmy, starosta lidzki w latach 1720–1743.
W 1717 został wybrany na deputata powiatu lidzkiego do Trybunału Litewskiego. W jesieni 1720 ojciec ustąpił mu starostwo lidzkie. Poseł na sejm 1722 roku z powiatu lidzkiego. W 1724 posłował na sejm z województwa smoleńskiego. W 1728 ożenił się z Weroniką z Firlejów, córką Andrzeja, kasztelana kamieńskiego. Małżeństwo to zdecydowanie wzmocniło pozycję Józefa, zwłaszcza gdy jego żona po śmierci brata Jakuba w 1730 odziedziczyła jako ostatnia z rodu znaczne posiadłości, w województwie lubelskim. Wówczas też wszedł Józef Scipio del Campo w posiadanie starostwa mukarowskiego w województwie podolskie po Firlejach. Brał udział w sejmach w 1729, 1730 i 1732. Poseł województwa inflanckiego na sejm nadzwyczajny 1733 roku. Wybrano go na rotmistrza powiatu lidzkiego na elekcję. Na sejmie elekcyjnym jako poseł województwa smoleńskiego oddał głos na Stanisława Leszczyńskiego. Jako deputat z Wielkiego Księstwa Litewskiego podpisał pacta conventa Stanisława Leszczyńskiego w 1733 roku. Wiosną 1736 zaczął starać się o funkcję poselską z sejmiku lidzkiego na sejm pacyfikacyjny. 29 sierpnia 1739 został marszałkiem nadwornym koronnym. Awans zbiegł się z ponownym ożenkiem w 1740 z Teresą Barbarą Radziwiłłówną, córką wojewody nowogródzkiego Mikołaja Faustyna.
4 sierpnia 1742 w Dreźnie został kawalerem Orderu Orła Białego